# Frida Schuhmacher
Frida Hermine Schuhmacher (* 22. April 1892 als Frida Hermine Spachmann in Heilbronn; † 23. August 1964 ebenda) war eine deutsche Schriftstellerin.

## Leben
Frida Schuhmacher war vor ihrer Ehe mit dem Neckargartacher Lehrer Hermann Schuhmacher als Lehrerin in Neckargartach tätig. Das Paar blieb ohne Nachkommen und lebte von 1919 bis zum Tod in einem Haus in der Neckargartacher Länderlesstraße 8.

### Werke
Schuhmacher veröffentlichte eine Reihe von Erzählungen für Kinder und Jugendliche, aber auch einen Roman für Erwachsene ("Unter gleichem Stern") sowie Gedichte. Ihre Bücher erschienen in renommierten Verlagen in hohen Auflagen und vermitteln die gesellschaftlichen Werte ihrer Zeit. Schuhmacher schreibt in einem ansprechenden, allerdings auch recht blumigen Stil. Häufig wird die innige Mutterliebe thematisiert, stets wird die Natur anschaulich geschildert. Schuhmachers Protagonisten ziehen das Leben in der dörflichen Gemeinschaft dem Aufenthalt in den hektischen Städten vor. Die Bücher gewähren Einblicke in die Lebensverhältnisse einer Epoche, die sich im Übergang von der Agrarwirtschaft ins Industriezeitalter befindet. Die Kinderbuchautorin war geprägt von der Literatur des 19. Jahrhunderts und dem damals herrschenden Weltbild. 1937 gewann sie einen Wettbewerb zur Ausgestaltung des Spruchbandes am Neckargartacher Kriegerdenkmal. Der von ihr formulierte Spruch Aus eurem Erbe, ihr Helden, aus dem Geiste ewiger Opferbereitschaft und Hingabe, baut sich das Volk wurde nach dem Zweiten Weltkrieg entfernt. In einem Nachruf würdigte am 26. August 1964 das "Neckar-Echo" Frida Schuhmacher, die ihre "Stoffe aus den Erscheinungen der Natur und der Sage" bezogen und "diese Vorstellungen geschickt mit den Tatsachen der mordernen Welt" verflocht": Sie habe sich mit ihren Büchern "an das kindliche Gemüt und seine Vorstellungswelt" gewandt und "Anklang gefunden". In dem Gedicht "Die Dachluke" legt Frida Schuhmacher rückblickend auf ihr Leben das Bekenntnis ab: "Und ist dies alles auch im Lebenssturm zerstoben - / ich denke heute noch verträumt daran zurück / und fühle immer noch ein leises Glück / und allem Märchenhaften mich so ganz verwoben."
In Neckargartach ist heute die Frida-Schuhmacher-Straße nach ihr benannt.

## Werke
- Klein-Ulli, Stuttgart 1925
- Lotte, Stuttgart 1926
- Hans Siebenreich, Stuttgart 1928
- Auf dem Sonnenbühl, Berlin 1930
- Die Sägmüllersbuben und ihre Freundin Erika, Stuttgart 1933
- Suse und ihr Kläff, Stuttgart 1933
- Solange die Türme von Nürnberg stehen …, Stuttgart 1936
- Aus Spiel wird Ernst, Stuttgart 1937
- Der Weidenkönig, Reutlingen 1937
- Leder, Pech und Schuh - ewig Lied dazu, Stuttgart 1938
- Emse Huckepack, Stuttgart-Sillenbuch 1954
- Unter gleichem Stern, Stuttgart-Sillenbuch 1954
- Findest du das rechte Wort …, Stuttgart 1956